# ベストティーチャー
株式会社ベストティーチャーは、東京都渋谷区に本社を置く英語4技能試験対策のオンライン英会話サービス事業を行う企業。現在は日本入試センター傘下で代々木ゼミナールグループ。
オンラインにて書いた英文の添削と録音と会話レッスンを受けられる英会話スクール「ベストティーチャー」を運営している。
自分で考えた英文を先生に添削してもらい、その英文を使った英会話をすることで、自分英語が話せるようになるというコンセプトで、SpeakingとWritingが両方できる唯一のオンライン英会話スクールを運営している。
また、TOEFL iBTやアイエルツ、英検、GTECなどの英語4技能試験の普及をマーケットリーダーとして行っており、4技能試験を大学入試で出すことで必然的に高校生がスピーキングやライティングの勉強をするようになり、それにより日本人は英語が話せるようになるというビジョンを持っている。

## 沿革
- 2011年11月 - 宮地俊充が創業。
- 2012年1月 - サイバーエージェント・ベンチャーズを引受先に第三者割当増資を実施。[3]
- 2012年5月 - オンライン英語学習Best Teacherを開校。
- 2012年11月 - 第９回日本e-Learning大賞 部門賞を受賞。
- 2012年12月 - GMO-VPとSMBC-VCから5,110万円を資金調達。[4]
- 2013年4月 - Skypeレッスン受講可能時間帯を毎日13時から23時までに拡大。
- 2014年1月 - Skypeレッスン受講可能時間帯を毎日12時から23時までに拡大。
- 2014年5月 - Skypeレッスン受講可能時間帯を毎日5時から23時までに拡大。
- 2014年5月 - 「会話がつづく！英語トピックスピーキング」（Z会出版）と連携してサービス提供。[5]
- 2014年7月 - Skypeレッスン受講可能時間帯を毎日24時間に拡大。
- 2014年8月 - 旺文社と提携し「TOEFL iBT対策コース」の提供を開始
- 2015年4月 - 旺文社と提携し「英検1級対策コース」「英検準1級対策コース」の提供を開始
- 2015年4月 - ジャパンタイムズと提携し「IELTS対策コース」の提供を開始
- 2015年6月 - ベネッセコーポレーションと提携し「GTEC CBT対策コース」の提供を開始[6]
- 2016年8月 - 株式会社日本入試センターによって買収され、SAPIX YOZEMI GROUPの一員となる。[2]

## 特徴
まず、講師と一緒に会話文を作成するwritingレッスンを受ける。こちらは24時間受講可能。
writingレッスンの中で、講師が添削し録音した文章を何回も聴いて覚える。
最後に、習得できているか、Skypeレッスンで会話をして確認する。
この手順を繰り返しながら、英語学習を進めていく。
24時間対応のwritingレッスンと自分に合った文章テキストを作成していくのが特徴的。